# 渡辺はるか
渡辺 はるか（わたなべ はるか、1992年9月9日 - ）は、日本の女性声優、元子役。神奈川県出身。キャトルステラ所属。
主な代表作に『モンスターストライク 』（アリス・ダルタニャン）などがある。
『あっぱれさんま大先生』に出演していた渡辺彼野人は実兄である。

## 来歴
子役時代はキリンプロに所属。声優としてはWITH LINEに所属していたが、2019年4月1日よりフリーで活動。2020年12月1日よりキャトルステラに所属。

## 人物
- 趣味・特技は、映画鑑賞やワンピース集め、バドミントン、スノーボード、ベース。
- ココという黒いトイプードルを飼っている。
- 声優の今村彩夏、大下菜摘ととても仲が良い。
- ペーパードライバー。

## 出演
太字はメインキャラクター。

### テレビアニメ
2015年
- ケイオスドラゴン 赤竜戦役（可イ）
- 城下町のダンデライオン（主婦、女子生徒）
- モンスター娘のいる日常（モブA）

2016年
- 三者三葉（竹園優）
- モンスターストライク（アリス、女の子）
- 灼熱の卓球娘（先輩2）

2017年
- 覆面系ノイズ（女子生徒1）

2018年
- citrus（女子生徒B）
- たくのみ。（先輩A）
- 鹿楓堂よついろ日和（みちる）
- ぐらんぶる（ゲーム音声C）

### 劇場アニメ
- GODZILLA 怪獣惑星（2017年、揚陸艇操縦士）
- カラミティ（英語版）（2021年、ベラ）

### WEBアニメ
- 銀魂 〜モンスターストライク編〜 その2（2019年、アリス）

### ゲーム
2013年
- 英国探偵ミステリア The Crown（チエ）

2014年
- ウチの姫さまがいちばんカワイイ（機械姫 シェリー・メアリー）
- 激突!クラッシュファイト（ナナカ、ジャックオランタン）
- モンスターストライク（2014年 - 2025年、シェフィールド、プリンツ・オイゲン / グナイゼナウ、伊400 / 紀伊、アマテラス、エヴァン、ノンノ、徳川慶喜、アリス、桜木リリィ / モンストローズ、ヘル、ラー、ドロシー、ブリュンヒルデ、エナ、サロメ、赤穂浪士47、ダルタニャン、大喬小喬〈小喬〉、貂蝉、パイン、アイリス、リコル、申公豹、紂王〈進化〉、スキュラ、赤木凛 / モンスト・アクア、鳥獣戦隊ギガファイター、猫娘々、聖夜姫メリィ、トナコ、ツチノコ〈進化〉、ギャラクシーサーペント〈神化〉、おともオールスターズ〈ウサフィーヌ〉、アップリケ、キャラメリゼ、ウサフィーヌ、ゴエンギ・ドリームズ、ビュー、ラビフィーヌ）

2015年
- ケイオスドラゴン 混沌戦争（ジゼ）
- 輝星のリベリオン（ネメシス）

2016年
- 刻のイシュタリア（雛祭りの人形遣いレーヴ、革命の皇帝ナポレオン）
- 麻雀闘溶コロシアム（タンク、エレキナ）
- Q&Qアンサーズ（国富論）

2017年
- 異世界でカフェを開店しました。（アメリア・イディール）
- クイズRPG 魔法使いと黒猫のウィズ（キリエ・ユウテンジ）
- ファイトリーグ（2017年 - 2019年、バックス兄弟 うり丸&うり五郎〈うり丸〉、ダルタニャン）

2018年
- オルターレコードアジャストメント（ネロ）
- 白猫プロジェクト（ダルタニャン）

2019年
- 共闘ことばRPG コトダマン（2019年 - 2021年、紀伊、赤ずきんノンノ、ウサフィーヌ）

2020年
- CHOJO-CryptoGirlsArena（南井めい）
- 東方LostWord（霧雨魔理沙 など）

2021年
- クッキーラン: キングダム（2021年 - 2023年、クランベリー味クッキー、司祭味クッキー、スナップドラゴンクッキー）
- ステラメイデン ～リフレクスター～（ギェナー）

2022年
- 感染×少女（シーエ）

2023年
- タワーオブスカイ（ダルタニャン）
- キュービックスターズ（2023年 - 2024年、ラー、アリス、ダルタニャン）
- ハツリバーブ（嫉妬）
- 奏でて女子校（アリス・黯、メフィスト）

2024年
- 恋は職場で（有坂ゆかり、瀧本薫、一ノ瀬新奈）

### ラジオ
※はインターネット配信。
- A&G GIRLS BEAT♪ Queenty（2016年 - 2017年、超!A&G+※・ニコニコ動画※）
- 峯田大夢の運極のおともラジオ「フラパに出たい！みねたさん！」（2022年2月9日、2月16日）

### ドラマCD
2014年
- 一週間フレンズ。あれからの友達。（女子生徒3）

2016年
- きこえる?（女子）

2017年
- 普通の女子校生が【ろこどる】やってみた。（6巻特装版特典ドラマCD、女子生徒A）

### 映像作品
- 声優集合！モンストプレイしながら言ってもらってみた！（2020年9月22日）

### ナレーション
- アニメイトCM

### 映画
- 月世界（2001年） - あんな 役

### テレビ番組
- 人生最大の告白SHOW（1999年、フジテレビ）
- SURPRISE!（2000年、フジテレビ）
- 夫婦商売（2000年、テレビ東京）
- ウッチャンナンチャンの炎のチャレンジャー（2000年、テレビ朝日）
- 直撃!ウワサの5人（2001年、フジテレビ）
- オフレコ!（2001年、TBS）
- 異議あり!（2001年、フジテレビ）
- おはスタ（2001年、テレビ東京）
- 科学大好き土よう塾（2002年4月 - 2003年3月、NHK） - レギュラー
- 笑っていいとも!（2002年、フジテレビ）
- 中居正広の金曜日のスマたちへ（2003年、TBS）
- USO!?ジャパン（2003年、TBS）
- アート探検隊 世界でいちばんキレイなもの（2004年8月21日、NHK）

### CM
- ドールバナナ（2000年）
- 東栄住宅 ブルーミングガーデン（2001年）
- NTTグループ（2002年）

### 舞台
- オリジナル朗読劇「お化けなんて全然怖くない。」[24]（2018年11月1日 - 4日、築地ブディストホール）
- シッダールタ（2025年11月15日 - 12月27日〈予定〉、世田谷パブリックシアター / 2026年1月〈予定〉、兵庫県立芸術文化センター 阪急中ホール）[25]